# سمیح‌شاکر (چیلدیر)
سمیح‌شاکر (به ترکی استانبولی: Semihaşakir) یک منطقهٔ مسکونی در ترکیه است که در چیلدیر واقع شده‌است.